# Cephaloidophora petiti
Cephaloidophora petiti is een soort in de taxonomische indeling van de Myzozoa, een stam van microscopische parasitaire dieren. Het organisme komt uit het geslacht Cephaloidophora en behoort tot de familie Cephaloidophoridae. Cephaloidophora petiti werd in 1964 ontdekt door Gobillard.